# Linepithema melleum
Linepithema melleum är en myrart som först beskrevs av Wheeler 1908.  Linepithema melleum ingår i släktet Linepithema och familjen myror.

## Underarter
Arten delas in i följande underarter:
- L. m. dominicense
- L. m. fuscescens
- L. m. melleum